# Emiliano Zapata
Emiliano Zapata Salazar El Caudillo del Sur (n. 8 august 1879,  Anenecuilco, Mexic – d. 10 aprilie 1919,  Morelos, Mexic) a fost unul din conducătorii revoluției mexicane (1910 – 1929) care a pornit sub conducerea lui Francisco Maderos (1873 - 1913) împotriva dictatorului Porfirio Díaz (1830 - 1915). El a murit într-o cursă întinsă de colonelul trădător al revoluției Jesús Guajardo.
În legendele mexicane, Zapata reușește să scape din cursă și să se ascundă în munți, de unde vine în ajutorul celor asupriți. În anul 1952 viața lui Zapata a fost transpusă pe ecran, titlul filmului fiind Viva Zapata!, rolul principal fiind atribuit lui Marlon Brando. Ulterior au mai fost produse o serie de filme cu revoluționarul mexican.
1. ↑  Autoritatea BnF, accesat în 10 octombrie 2015